# Nadia Boulanger
Juliette Nadia Boulanger, francoska skladateljica, dirigentka, glasbena pedagoginja, pianistka in organistka, * 16. september 1887, Pariz, † 22. oktober 1979, Pariz.

## Življenje in delo
Nadia Boulanger je bila rojena v glasbeni družini. Njen oče Ernest Boulanger je bil skladatelj in profesor petja na Pariškem konservatoriju, njena mati Raïssa (rojena Rozalija Ivanovna Mišeckaja) pa je bila pevka. Tudi njena sestra Lili je bila skladateljica.
Nadia je že kot otrok pokazala zanimanje za glasbo. Pri sedmih letih je neuradno hospitirala na predavanjih Pariškega konservatorija in se tudi zasebno učila glasbe. Z desetimi leti se je uradno vpisala na konservatorij, kjer sta bila njena profesorja kompozicije Charles-Marie Widor in Gabriel Fauré.
V času študija se je udeležila številnih tekmovanj in prejela nagrade iz harmonije (1903), orgel (1904), pisanja fuge (1904) in klavirske spremljave (1904). Večkrat se je udeležila tudi tekmovanja Prix de Rome, ki je zmagovalnemu študentu omogočilo študij v Rimu. Leta 1908 je povzročila škandal, ker je namesto zahtevane vokalne fuge oddala instrumentalno delo, zaradi česar jo je Camille Saint-Saëns, ki je bil član komisije, želel diskvalificirati. Kljub temu se je prebila v finale tekmovanja in se s kantato Sirena (La sirène, 1908) uvrstila na drugo mesto.
Po smrti sestre Lili leta 1918 je postopoma opustila komponiranje, dalje pa je delovala kot profesorica, dirigentka in organistka.
Od leta 1907 je poučevala klavir in korepetirala na Konservatoriju Femina-Musica. V letih 1920-1939 je bila profesorica harmonije, kontrapunkta, zgodovine glasbe, glasbene analize, orgel in kompozicije na École normale de musique v Parizu. Leta 1921 je bila med ustanovnimi člani Ameriškega konservatorija Fontainebleau, ameriškega vojaško-glasbenega objekta v dvorcu Fontainebleau, kjer so poučevali tudi Widor, Maurice Ravel, Sviatoslav Richter, Mstislav Rostropovič, Arthur Rubinstein in Leonard Bernstein. Do konca življenja je tudi zasebno poučevala.
Leta 1923 se začne njena korespondenca z Igorjem Stravinskim, s katerim sta ostala v prijateljskih odnosih do njegove smrti.
Na predlog dirigenta Sergea Koussevitzkega ji je Aaron Copland posvetil Simfonijo za orgle in orkester, ki jo je premierno izvedla na koncertni turneji po Združenih državah Amerike leta 1925. Po turneji je prejela vabilo za delo na Glasbenem inštitutu Curtis v Filadelfiji, a ga je morala zaradi skrbi za ostarelo mater zavrniti.
Decembra 1934 je kot dirigentka debitirala na koncertu ob ustanovitvi Pariškega filharmoničnega orkestra (L'Orchestre philharmonique de Paris).  Leta 1936 je imela serijo radijskih predavanj - recitalov na BBC-ju. Ob tej priložnosti je tudi kot prva ženska dirigirala Londonskemu filharmoničnemu orkestru.  Istega leta je ustanovila vokalno-instrumentalno zasedbo, s katero je posnela šest plošč Monteverdijevih madrigalov. Leta 1938 je ponovno obiskala Ameriko, kjer je predavala na kolidžih Radcliffe in Wellesley ter dirigirala Bostonskemu simfoničnemu orkestru.
Po nemški okupaciji Francije leta 1940 je emigrirala v ZDA. Leta 1941 je dirigirala Newyorškemu filharmoničnemu orkestru na slavnostnem gala koncertu ob 50-letnici ameriškega delovanja Ignacyja Paderewskega.
Po vojni se je vrnila v Francijo, kjer je nadaljevala s pedagoškim delom. Leta 1948 je postala ravnateljica Ameriškega konservatorija Fontainbleau. Leta 1956 je organizirala glasbo za poroko monaškega kneza Rainierja III. in Grace Kelly.
Aktivna je bila skoraj do smrti leta 1979. Pokopana je na pariškem Montmartru.
Njena učenka je bila tudi slovenska pianistka, glasbena pedagoginja in univerzitetna profesorica Damjana Bratuž.

## Dela (izbor)

### Vokalna (vključno z zborovskimi in vokalno-orkestrskimi)
- Sirene (Les sirènes, 1905; besedilo: C. Grandmougin)
- Ob zori (A l'aube, 1906; besedilo A. Silvestre)
- Zahajajoča sonca (Soleils couchants, 1907; besedilo: P. Verlaine)
- Dve skladbi za štiriglasni ženski zbor a capella (Choeurs pour 4 voix de femmes sans accompagnement, 1908; besedilo H. Heine)
- Lastovki (A l'hirondelle, 1908; besedilo: S. Prudhomme)
- kantata Sirena (La sirène, 1908; besedilo: E. Adenis, G. Desveaux-Vérité)
- Molitev (Prière, 1909; besedilo: H. Bataille)

### Komorna
- Tri skladbe za orgle ali harmonij (Trois pièces, 1911)
- Tri skladbe za violončelo ali klavir (Trois pièces, 1914)
- Novemu življenju naproti (Vers la vie nouvelle, 1917)

### Orkestrska
- Allegro (1905)
- Fantazija z variacijami za klavir in orkester (Fantaisie variée, 1912)

### V sodelovanju z Raoulom Pugnom
- Les heures claires (1909; besedilo: E. Verhaeren)
- La Ville morte (1913; besedilo: G. d'Annunzio)

## Učenci
Med pomembnejšimi učenci Nadie Boulanger so naslednji skladatelji, glasbeniki in muzikologi: Grażyna Bacewicz, Daniel Barenboim, İdil Biret, Lili Boulanger, Aaron Copland, Philip Glass, Ralph Kirkpatrick, Dinu Lipatti, Ástor Piazzolla, Walter Piston, Virgil Thomson, Narciso Yepes in Janez Matičič.

## Priznanja
- vitezinja reda Legije časti (1932)
- vitezinja reda Polonia Restituta (1934)
- častna kapelnica monaškega dvora (po 1940)
- častna članica Ameriške akademije umetnosti in znanosti (1962)
- Howland Memorial Prize (1962)
- vitezinja velika častnica Reda legije časti (1977)
- vitezinja reda Britanskega imperija (1977)
- častni doktorat Univerze v Oxfordu
- častni doktorat Univerze Harvard
- vitezinja monaškega reda svetega Karla
- vitezinja belgijskega reda krone